# اندیس مرمریت پایین دره
مرمریت پایین دره یک اندیس مصالح ساختمانی است که در حوالی شهر مهاباد استان آذربایجان غربی قرار دارد و مادهٔ معدنی موجود در آن، مرمریت است.سنگ میزبان این اندیس سنگ آهک است و دیرینگی آن به دوران الیگومیوسن می‌رسد.